# What Time is It?
«What Time Is It?» es el primer sencillo y canción de apertura de la película de Disney Channel, High School Musical 2. La canción aparece también en la banda sonora oficial, que tiene el mismo nombre. El estreno mundial de la canción fue en la Radio Disney el 25 de mayo de 2007, como parte del "Planet Premiere Featurette".

## Video musical
El video musical de la canción se estrenó mundialmente en todos los canales Disney Channel del mundo entre las 7:00 p. m. y 8:00 p. m. del 9 de junio de 2007. En Reino Unido (por la diferencia horaria) estrenó a las 10:25 a. m.. 
El 17 de julio, Walt Disney Records lanzó el sencillo en formato CD. “What Time Is It? es el tercer sencillo que Disney lanza de la franquicia. Es una canción en la que todos los alumnos de una clase de East High School celebran que ha llegado el verano.
En Argentina se realizó una versión en español de la misma, en la cual participaron los participantes de High School Musical: La Selección (Argentina).

## Listas de popularidad
| Lista                                | Posición |
| ------------------------------------ | -------- |
| Australia Singles Chart              | 20       |
| Irlanda Singles Chart                | 9        |
| UK Singles Chart                     | 20       |
| U.S. Billboard Hot 100 Singles Sales | 1        |
| U.S. Billboard Hot 100               | 6        |
| U.S. Billboard Pop 100               | 6        |
| World Singles Chart                  | 20       |